# Битви та операції німецько-радянської війни
Список битв та операцій німецько-радянської війни — перелік основних боїв, операції та битв в ході збройного конфлікту між нацистською Німеччиною та СРСР, що тривав з 22 червня 1941 року по 9 травня 1945 року. Складова Східноєвропейського театру воєнних дій Другої світової війни.
У конфлікті на боці Німеччини виступили Італія, Угорщина, Румунія, Хорватія, Болгарія, Словаччина і Фінляндія. На радянському боці у воєнних діях брали участь Польща, Румунія, Болгарія, Фінляндія, Югославія та Чехословаччина, а також Франція.
У радянській історіографії німецько-радянська війна поділяється на періоди:
- перший — 22 червня 1941 по 18 листопада 1942;
- другий — 19 листопада 1942 по 31 грудня 1943;
- третій — 1 січня 1944 по 9 травня 1945.

## Військові кампанії та довготривалі битви
- Операція «Барбаросса» (22 червня — 5 грудня 1941)
- Радянсько-фінська війна (25 червня 1941 — 4 вересня 1944)
- Оборона Заполяр'я (29 червня 1941 — 29 жовтня 1944)
- Битва за Ленінград (10 липня 1941 — 9 серпня 1944)
- Битва за Крим (1941—44) (24 вересня 1941 — 12 травня 1944)
- Битва за Москву (30 вересня 1941 — 20 квітня 1942)
- Ржевська битва (8 січня 1942 — 31 березня 1943)
- Сталінградська битва (17 липня 1942 — 2 лютого 1943)
- Битва за Кавказ (25 липня 1942 — 9 жовтня 1943)
- Битва за Дніпро (24 серпня 1943 — 23 грудня 1943)
- Дніпровсько-Карпатська операція (24 грудня 1943 — 17 квітня 1944)

## Перший період (22 червня 1941— 18 листопада 1942)

### 1941
- Прикордонні битви (1941) (22 — 30 червня 1941)
- Прибалтійська операція (1941) (22 червня — 9 липня 1941)
  - Расейняйська битва (23 — 25 червня 1941)
  - Бій за Алітус (22 — 23 червня 1941)
- Оборона Ханко (22 червня — 2 грудня 1941)
- Талліннська оборона (1941) (5 — 28 серпня 1941)
  - Талліннський перехід (27 — 31 серпня 1941)
- Моонзундська операція (1941) (6 вересня — 22 жовтня 1941)
- Білоруська операція (1941) (22 червня — 9 липня 1941)
  - Оборона Берестя (1941) (22 — 30 червня 1941[1])
  - Білостоцько-Мінська битва (22 — 29 червня 1941)
- Смоленська битва (1941) (10 липня — 10 вересня 1941)
  - Оборона Могильова (3 — 26 липня 1941)
  - Бобруйський бій (13 — 30 липня 1941)
  - Духовщинська операція (8 серпня — 10 вересня 1941)
  - Єльнінська операція (1941) (30 серпня — 8 вересня 1941)
  - Рославль-Новозибківська операція (30 серпня — 12 вересня 1941)
- Львівсько-Чернівецька операція (22 червня — 9 липня 1941)
  - Львівсько-Луцька оборонна операція (22 червня — 1 липня 1941)
  - Станіславсько-Проскурівська операція (3 — 10 липня 1941)
  - Битва під Дубном (23 — 29 червня 1941)
- Оборонна операція в Південній Україні та Молдавії (1 — 24 липня 1941) — з німецького боку Операція «Мюнхен»
- Битва за Київ (1941) (7 липня — 26 вересня 1941)
  - Битва під Уманню (кінець липня — 8 серпня 1941)
- Тирасполь-Мелітопольська операція (27 липня — 28 вересня 1941)
- Оборона Дніпропетровська (серпень — вересень 1941)
- Оборона Одеси (1941) (5 серпня — 16 жовтня 1941)
- Донбаська операція (1941) (29 вересня — 4 листопада 1941), з німецького боку Битва в Приазов'ї
- Сумсько-Харківська операція (30 вересня — 30 листопада 1941)
  - Перша битва за Харків (1 — 29 жовтня 1941)

- Оборона Криму (1941—1942) (24 вересня 1941 — 9 липня 1942)
- Оборона Севастополя (1941—1942) (30 жовтня 1941 — 4 липня 1942)
- Керченсько-Феодосійська десантна операція (26 грудня 1941 — 2 січня 1942)
- Ростовська операція (1941)
  - Ростовська оборонна операція (1941) (5 — 16 листопада 1941)
  - Ростовська наступальна операція (1941) (17 листопада — 2 грудня 1941)

### Оборона Заполяр'я
- Мурманська операція (1941) (25 червня — 22 вересня 1941), з німецької сторони Операція «Зільберфукс»
- Операція «Платинфукс» (29 червня — 21 вересня 1941)
- Операція «Полярфукс» (1 липня — 17 листопада 1941)

### Битва за Ленінград
- Ленінградська оборонна операція (10 липня — 30 вересня 1941)
  - Контрудар під Сольцами (14 — 18 липня 1941)
  - Контрудар під Старою Руссою (12 — 15 серпня 1941)
- Дем'янська операція (1941) (1 — 26 вересня 1941)
- 1-ша Синявінська операція (10 — 26 вересня 1941)
- 2-га Синявінська операція (20 — 28 жовтня 1941)
- Стрєльнинсько-Петергофська операція (5 — 10 жовтня 1941)
- Тихвінська оборонна операція (16 жовтня — 18 листопада 1941)
- Тихвінська наступальна операція (10 листопада — 30 грудня 1941)

### Битва за Москву
- Битва за Москву (2 жовтня 1941 — 7 січня 1942)
- Операція «Тайфун» (30 вересня — 4 грудня 1941)
- Брянська операція (1941) (30 вересня — 23 жовтня 1941)
- Вяземська операція (2 — 13 жовтня 1941)
- Калінінська оборонна операція (10 жовтня — 4 грудня 1941)
- Можайсько-Малоярославецька операція (10 — 30 жовтня 1941)
- Тульська оборонна операція (24 жовтня — 5 грудня 1941)
- Клинсько-Сонячногірська оборонна операція (15 листопада — 5 грудня 1941)
- Наро-Фомінська операція (1 — 5 грудня 1941)
- Калінінська наступальна операція (5 грудня 1941 — 7 січня 1942)
- Клинсько-Сонячногірська наступальна операція (6 — 25 грудня 1941)
- Тульська наступальна операція (6 — 16 грудня 1941)
- Єлецька операція (6 — 16 грудня 1941)
- Калузька операція (17 грудня 1941 — 5 січня 1942)

### Загальний наступ радянських військ взимку 1942 року
- Курсько-Обояньська операція (20 грудня 1941 — 26 січня 1942)
- Торопецько-Холмська операція (9 січня — 6 лютого 1942)
  - Холмський мішок (23 січня — 5 травня 1942)
- Барвінково-Лозовська операція (18 — 31 січня 1942)

### Оборона Заполяр'я
- Медвеж'єгорська операція (3 — 10 січня 1942)
- Наступ біля Кестеньги (24 квітня — 21 травня 1942)
- Мурманська операція (1942) (28 квітня — 13 травня 1942)

### Операція «Блау»
- Операція «Блау» (28 червня — 19 листопада 1942)
- Воронезько-Ворошиловградська операція (1942) (28 червня — 24 липня 1942)
- Донбаська операція (1942) (7 — 24 липня 1942)
- Ростовська операція (1942) (17 — 24 липня 1942)
- Операція «Фішрайер» (22 липня — 19 листопада 1942)

### Битва за Ленінград
- Дем'янська операція (1942) (7 січня — 25 травня 1942)
- Любанська операція (7 січня — 30 квітня 1942)
- Синявінська операція (1942) (19 серпня — 10 жовтня 1942)

### Битва за Крим
- Операція «Полювання на дрохв» (8 — 19 травня 1942)
- Операція «Штерфанг» (2 червня — 4 липня 1942)

### Ржевська битва
- Ржевсько-Вяземська операція (1942) (8 січня — 20 квітня 1942)
  - Вяземська повітрянодесантна операція (18 січня — 28 червня 1942)
- Операція «Зейдліц» (2 — 23 липня 1942)
- Перша Ржевсько-Сичовська операція (30 липня — 1 жовтня 1942)

### Сталінградська битва
- Сталінградська битва (17 липня 1942 — 2 лютого 1943)

### Інші операції
- Харківська операція (1942) (12 — 29 травня 1942)

## Другий період (19 листопада 1942— 31 грудня 1943)

### Сталінградська битва
- Сталінградська битва (17 липня 1942 — 2 лютого 1943)
  - Операція «Уран» (19 листопада 1942 — 2 лютого 1943)
  - Операція «Вінтергевіттер» (12 грудня — 23 грудня 1942)
  - Котельниковська операція (12 — 30 грудня 1942)
  - Середньодонська операція або операція «Малий Сатурн» (16 — 30 грудня 1942)
  - Операція «Кільце» (10 січня — 2 лютого 1943)

### Битва за Кавказ (1942—1943)
- Битва за Кавказ (1942—1943) (25 липня 1942 — 9 жовтня 1943)
  - Операція «Едельвейс» (6 серпня — 21 серпня 1942)
  - Армавіро-Майкопська операція (6 — 17 серпня 1942)
  - Новоросійська операція (1942) (19 серпня — 26 вересня 1942)
  - Моздок-Малгобецька операція (вересень 1942)
  - Туапсинська операція (25 вересня — 20 грудня 1942)
  - Нальчицько-Орджонікідзевська операція (25 жовтня — 12 листопада 1942)

### Ржевська битва
- Операція «Марс» (Друга Ржевсько-Сичовська операція) (25 листопада — 20 грудня 1942)

### Інші операції
- Великолуцька операція (24 листопада 1942 — 20 січня 1943)

### 1943

#### Зимовий наступ радянських військ на південному фланзі війни
- Воронезько-Харківська операція (13 січня — 3 березня 1943)
  - Острогозько-Россошанська операція (13 — 27 січня 1943)
  - Воронезько-Касторненська операція (1943) (24 січня — 17 лютого 1943)
  - Третя битва за Харків (19 лютого — 15 березня 1943)
    - Харківська наступальна операція або Операція «Зірка» (2 лютого — 3 березня 1943)
    - Харківська оборонна операція (1943) (4 — 15 березня 1943)
- Ворошиловградська операція (1943) (1 січня — 22 лютого 1943)

### Битва за Кавказ (1942—1943)
- Північно-Кавказька операція (1943) (1 січня — 4 лютого 1943)
- Ростовська операція (1943) (1 січня — 18 лютого 1943)
- Краснодарська операція (9 лютого — 24 травня 1943)
- Повітряна битва за Кубань (17 квітня — 7 червня 1943)
- Новоросійсько-Таманська операція (9 вересня — 9 жовтня 1943)
- Новоросійська операція (1943) (10 — 16 вересня 1943)

### Ржевська битва
- Ржевсько-Вяземська операція (1943) (2 — 31 березня 1943)
- Операція «Бюффель» (1943)

### Битва за Ленінград
- Операція «Іскра» (12 — 30 січня 1943)
- Операція «Полярна Зірка» (10 лютого — 2 квітня 1943)
- Дем'янська операція (1943) (15 — 28 лютого 1943)
- Староруська операція (4 — 19 березня 1943)
- Мгінська операція (1943) (22 липня — 22 серпня 1943)

### Битва на Курській дузі
- Операція «Цитадель» (5 липня — 12 липня 1943)
- Курська битва (5 липня — 23 серпня 1943):
  - Битва під Прохорівкою (12 липня 1943)
- Орловська операція (Операція «Кутузов») (12 липня — 18 серпня 1943)
- Бєлгородсько-Харківська операція («Полководець Румянцев») (3 — 23 серпня 1943)

### Смоленська операція
- Смоленська операція (1943) (7 серпня — 2 жовтня 1943)
  - Спас-Деменська операція (7 — 20 серпня 1943)
  - Єльнинсько-Дорогобузька операція (28 серпня — 6 вересня 1943)
  - Духовщинсько-Демидівська операція (14 вересня — 2 жовтня 1943)
  - Смоленсько-Рославльська операція (15 вересня — 2 жовтня 1943)

### Битва за Дніпро
- Битва за Дніпро (25 серпня — 23 грудня 1943)
  - Чернігівсько-Полтавська операція (26 серпня — 30 вересня 1943)
  - Чернігівсько-Прип'ятська операція (26 серпня — 30 вересня 1943)
  - Сумсько-Прилуцька операція (26 серпня — 30 вересня 1943)
  - Полтавсько-Кременчуцька операція (26 серпня — 30 вересня 1943)
  - Дніпровська повітряно-десантна операція (25 вересня — 28 листопада 1943)
  - Нижньодніпровська операція (26 вересня — 20 грудня 1943)
    - Мелітопольська операція (26 вересня — 5 листопада 1943)
    - Запорізька операція (1943) (10 — 14 жовтня 1943)
    - П'ятихатська операція (15 жовтня — 23 листопада 1943)
    - Знам'янська операція (20 листопада — 23 грудня 1943)
    - Дніпропетровська операція (23 жовтня — 23 грудня 1943)

  - Битва за Київ (1943) (3 листопада — 23 грудня 1943)
    - Київська наступальна операція (1943) (3 — 13 листопада 1943)
    - Київська оборонна операція (1943) (13 листопада — 23 грудня 1943)

### Інші операції
- Севська операція (25 лютого — 28 березня 1943)
- Міуська операція (1943) (17 липня — 2 серпня 1943)
- Ізюм-Барвінківська операція (17 — 27 липня 1943)
- Донбаська операція (1943) (13 серпня — 22 вересня 1943)
- Брянська операція (1943) (1 вересня — 3 жовтня 1943)
- Невельська операція (6 — 10 жовтня 1943)
- Оршанська операція (12 жовтня — 2 грудня 1943)
- Керченсько-Ельтигенська десантна операція (31 жовтня — 11 грудня 1943)
- Гомельсько-Речицька операція (1943) (10 — 30 листопада 1943)
- Городоцька операція (13 — 31 грудня 1943)

## Третій період (1 січня 1944— 9 травня 1945)

### 1944

#### Північний напрямок
Битва за Ленінград
- Ленінградсько-Новгородська операція (14 січня — 1 березня 1944)
  - Красносільсько-Ропшинська операція (14 — 30 січня 1944)
  - Новгородсько-Лузька операція (14 січня — 15 лютого 1944)
  - Кінгісеппсько-Гдовська операція (1 лютого — 1 березня 1944)
  - Старорусько-Новоржевська операція (18 лютого — 1 березня 1944)

Радянсько-фінська війна
- Виборзько-Петрозаводська операція (10 липня — 9 серпня 1944)
  - Виборзька операція (10 — 20 червня 1944)
  - Свірсько-Петрозаводська операція (21 липня — 9 серпня 1944)

Битва за Нарву (1944)
- Битва за Нарву (1944) (2 лютого — 10 серпня 1944)
  - Битва за плацдарм Нарва (2 лютого — 26 липня 1944)
  - Нарвська операція (лютий 1944) (15 — 28 лютого 1944)
  - Нарвська операція (1—4 березня 1944) (1 — 4 березня 1944)
  - Нарвська операція (18-24 березня 1944) (18 — 24 березня 1944)
  - Нарвська операція (липень 1944) (24 — 30 липня 1944)
  - Битва за лінію «Танненберг» (25 липня — 10 серпня 1944)

Прибалтійська операція (1944)
- Тартуська операція (10 серпня — 6 вересня 1944)
- Прибалтійська операція (1944) (14 вересня — 24 листопада 1944)
  - Ризька операція (14 вересня — 22 жовтня 1944)
  - Талліннська операція (17 — 26 вересня 1944)
  - Моонзундська операція (1944) (27 вересня — 24 листопада 1944)
  - Мемельська операція (5 — 22 жовтня 1944)

Окремі операції
- Псковська операція (9 березня — 15 квітня 1944)
- Операція «Френтік» (2 червня — 23 вересня 1944)
- Режицько-Двінська операція (10 — 27 липня 1944)
- Псковсько-Островська операція (11 — 31 липня 1944)
- Мадонська операція (1 — 28 серпня 1944)
- Петсамо-Кіркенеська операція (7 — 29 жовтня 1944)
- Гумбіннен-Гольдапська операція (16 — 30 жовтня 1944)
- Курляндський мішок (10 жовтня 1944 — 10 травня 1945)

#### Центральний напрямок
Окремі операції
- Калинковицько-Мозирська операція (8 — 30 січня 1944)
- Вітебська операція (3 лютого — 13 березня 1944)
- Рогачевсько-Жлобинська операція (21 — 26 лютого 1944)

Операція «Багратіон»
- Операція «Багратіон» (23 червня — 29 серпня 1944)
  - Вітебсько-Оршанська операція (22 — 28 червня 1944)
  - Могильовська операція (22 — 28 червня 1944)
  - Бобруйська операція (24 — 29 червня 1944)
  - Мінська операція (29 червня — 4 липня 1944)
  - Полоцька операція (29 червня — 4 липня 1944)
  - Шяуляйська операція (5 — 31 липня 1944)
  - Вільнюська операція (5 — 20 липня 1944)
  - Білостоцька операція (5 — 27 липня 1944)
  - Люблін-Берестейська операція (18 липня — 2 серпня 1944)
  - Каунаська операція (28 липня — 28 серпня 1944)

#### Південний напрямок
Дніпровсько-Карпатська операція
- Дніпровсько-Карпатська операція (24 грудня 1943 — 17 квітня 1944)
  - Житомирсько-Бердичівська операція (24 грудня 1943 — 14 січня 1944)
  - Кіровоградська операція (5 — 16 січня 1944)
  - Корсунь-Шевченківська операція (24 січня — 17 лютого 1944)
  - Рівненсько-Луцька операція (27 січня — 11 лютого 1944)
  - Нікопольсько—Криворізька операція (30 січня — 29 лютого 1944)
  - Проскурівсько-Чернівецька операція (4 березня — 17 квітня 1944)
    - Кам'янець-Подільський мішок (25 березня — 15 квітня 1944)

  - Умансько-Ботошанська операція (5 березня — 17 квітня 1944)
  - Березнегувато-Снігурівська операція (6 — 18 березня 1944)
  - Поліська операція (15 березня — 5 квітня 1944)
  - Одеська операція (26 березня — 14 квітня 1944)

Битва за Крим
- Кримська операція (1944) (8 квітня — 12 травня 1944)

Окремі операції
- Перша Яссько-Кишинівська операція (8 квітня — 6 червня 1944)
  - Перша битва за Тиргу-Фрумос (9 — 12 квітня 1944)
  - Друга битва за Тиргу-Фрумос (2 — 8 травня 1944)
- Друга Яссько-Кишинівська операція (20 — 29 серпня 1944)

- Львівсько-Сандомирська операція (13 липня — 29 серпня 1944)

Бойові дії у Східних Карпатах (1944)
- Східно-Карпатська операція (8 вересня — 28 жовтня 1944)
  - Карпатсько-Дуклінська операція (8 вересня — 28 жовтня 1944)
  - Карпатсько-Ужгородська операція (9 вересня — 28 жовтня 1944)

Південно-Східна Європа
- Румунська операція (30 серпня — 3 жовтня 1944)
- Болгарська операція (8 — 9 вересня 1944)
- Белградська операція (28 вересня — 20 жовтня 1944)
- Апатін-Капошварська операція (7 листопада — 10 грудня 1944)

### Угорщина (1944—1945)
- Дебреценська операція (6 — 28 жовтня 1944)
- Будапештська операція (29 жовтня 1944 — 13 лютого 1945)
  - Штурм Будапешта (1944)
  - Операція «Фрюлінгсервахен»
- Балатонська операція (6 — 15 березня 1945)

### 1945
- Вісло-Одерська операція (12 січня — 3 лютого 1945)
  - Сандомирсько-Сілезька операція (12 січня — 3 лютого 1945)
  - Варшавсько-Познанська операція (14 січня — 3 лютого 1945)
- Західно-Карпатська операція (12 січня — 18 лютого 1945)
- Східно-Прусська операція (13 січня — 25 квітня 1945)
  - Інстербурзько-Кенігсберзька операція (13 — 27 січня 1945)
  - Млавсько-Ельбінзька операція (14 — 26 січня 1945)
  - Растенбурзько-Хейльсберзька операція (1 — 29 березня 1945)
  - Кенігсберзька операція (Штурм Кенігсберга) (6 — 9 квітня 1945)
  - Земландська операція (13 — 25 квітня 1945)
  - Гайлігенбайлський мішок (26 січня — 28 березня 1945)
- Нижньо-Сілезька операція (8 — 24 лютого 1945)
- Облога Бреслау (13 лютого — 6 травня 1945)
- Східно-Померанська операція (10 лютого — 4 квітня 1945)
- Банська-Бистрицька операція (10 — 30 березня 1945)
- Моравсько-Остравська операція (10 березня — 5 травня 1945)
- Верхньо-Сілезька операція (15 — 31 березня 1945)
- Віденська операція (16 березня — 15 квітня 1945)
- Братиславсько-Брновська операція (25 березня — 5 травня 1945)
- Битва за Берлін (16 квітня — 8 травня 1945)
  - Штеттінсько-Ростоцька операція (16 квітня — 8 травня 1945)
  - Зеєловсько-Берлінська операція (16 квітня — 2 травня 1945)
    - Битва за Зеєловські висоти (16 — 19 квітня 1945)

  - Котбус-Потсдамська операція (16 квітня — 2 травня 1945)
  - Гальбський мішок (16 квітня — 8 травня 1945)
  - Штремберг-Торгауська операція (16 квітня — 5 травня 1945)
  - Битва за Берлін (25 квітня — 2 травня 1945)
- Празька операція (6 — 11 травня 1945)
  - Оломоуцька операція (6 — 9 травня 1945)

## Битви та операції на морі
- Кампанія на Балтійському морі (1939—1945) (22 червня 1941 — 9 травня 1945)
  - Облога Ханко (22 червня — 2 грудня 1941)
  - Талліннський перехід (27 — 31 серпня 1941)
  - Десант на острів Соммерс (8 — 10 липня 1942)
  - Бій за Гогланд (15 вересня 1944)
- Кампанія в Арктиці (1939—1945) (26 червня 1941 — 9 травня 1944)
  - Операція «Рессельшпрунг» (1942) (2 — 5 липня 1942)
  - Операція «Вундерланд» (16 серпня — 5 жовтня 1942)
- Кампанія на Чорному морі (1941—1944) (26 червня 1941 — 9 травня 1944)

## Виноски
1. ↑  15 серпня 1941